# Andreas Frühwirth
Andreas Frühwirth, al secolo Franz (Sankt Anna am Aigen, 21 agosto 1845 – Roma, 9 febbraio 1933), è stato un cardinale e arcivescovo cattolico austriaco.

## Biografia
Nacque a Sankt Anna am Aigen il 21 agosto 1845. Battezzato con il nome di Franz, assunse il nome di Andreas il 13 settembre 1863, entrando nell'Ordine dei frati predicatori a Graz. Emise la professione il 12 settembre 1864.
Studiò teologia e filosofia a Graz e presso il Collegio di San Tommaso a Roma: fu ordinato presbitero a Graz il 5 luglio 1868.
Fu docente di teologia al collegio domenicano di Graz, priore di quella casa dal 1872 al 1875, priore del convento di Vienna dal 1876 al 1880, maestro provinciale d'Austria-Ungheria dal 1880 al 1891. Il 19 settembre 1891 il capitolo generale dell'ordine riunito a Lione lo elesse maestro generale; ricoprì la carica fino al 21 maggio 1904.
Fu visitatore apostolico del monastero di canonici regolari di Klosterneuburg e consultore della suprema congregazione del Santo Uffizio. Il 26 ottobre 1907 fu nominato nunzio apostolico in Baviera.
Il 5 novembre 1907 fu eletto arcivescovo titolare di Eraclea di Europa. Fu consacrato il 30 novembre 1907 nella chiesa del collegio teutonico di Santa Maria dell'Anima a Roma dal cardinale Rafael Merry del Val, assistito dai vescovi Diomede Panici e Giuseppe Cecchini.
Papa Benedetto XV lo elevò al rango di cardinale nel concistoro del 6 dicembre 1915. Fu dapprima prete dei Santi Cosma e Damiano e poi, dal 1927, prete di San Lorenzo in Damaso.
Nel 1916 si ritirò dall'ufficio di nunzio in Baviera.
Nel 1925 fu nominato penitenziere maggiore della Penitenzieria Apostolica.
Nel 1927 fu nominato cancelliere della Cancelleria Apostolica.
Morì il 9 febbraio 1933, all'età di 87 anni, ed è sepolto nella chiesa parrocchiale di Sankt Anna am Aigen.

## Genealogia episcopale e successione apostolica
La genealogia episcopale è:
- Cardinale Scipione Rebiba
- Cardinale Giulio Antonio Santori
- Cardinale Girolamo Bernerio, O.P.
- Arcivescovo Galeazzo Sanvitale
- Cardinale Ludovico Ludovisi
- Cardinale Luigi Caetani
- Cardinale Ulderico Carpegna
- Cardinale Paluzzo Paluzzi Altieri degli Albertoni
- Papa Benedetto XIII
- Papa Benedetto XIV
- Papa Clemente XIII
- Cardinale Bernardino Giraud
- Cardinale Alessandro Mattei
- Cardinale Pietro Francesco Galleffi
- Cardinale Giacomo Filippo Fransoni
- Cardinale Carlo Sacconi
- Cardinale Edward Henry Howard
- Cardinale Mariano Rampolla del Tindaro
- Cardinale Rafael Merry del Val
- Cardinale Andreas Frühwirth, O.P.

La successione apostolica è:
- Cardinale Franziskus von Bettinger (1909)
- Vescovo Hermann Joseph (Thomas) Esser, O.P. (1917)
- Arcivescovo Lorenzo Schioppa (1920)
- Arcivescovo Antonino Zecchini, S.I. (1922)